# Sivka
Sivka (berteroja; lat. Berteroa), rod jednogodišnjih i dvogodišnjih biljaka iz poroodice krstašica smješten u tribus Alysseae, dio potporodice Brassicoideae.
Postoji 6 priznatih vrsta rasprostranjene po Euroaziji, ali su uvezene i u Sjevernu Ameriku. U Hrvatskoj postoje tri vrste, pustena sivka, promjenjiva sivka i kosa sivka

## Vrste
1. Berteroa gintlii Rohlena
2. Berteroa incana (L.) DC., pustena sivka
3. Berteroa mutabilis (Vent.) DC., promjenjiva sivka
4. Berteroa obliqua (Sm.) DC., kosa sivka
5. Berteroa orbiculata DC.
6. Berteroa physocarpa Yüzb. & Al-Shehbaz